# Antonio Di Pietro
Antonio Di Pietro (Montenero di Bisaccia, 2 de octubre de 1950) es un político, abogado y exjuez italiano.
Es un antiguo fiscal general italiano famoso por sus investigaciones anticorrupción conocidas popularmente por el nombre de Manos Limpias y que tras diversas desavenencias con políticos como Silvio Berlusconi dimitió e inició una carrera política como cabeza del partido Italia de los Valores que le llevó a ser elegido senador, europarlamentario y diputado así como a dirigir los ministerios de Obras Públicas e Infraestructuras en los gabinetes de izquierda de Romano Prodi (1996-1998 y 2006-2008).

## Biografía

### Los comienzos de Di Pietro
En 1971, luego de haber conseguido el diploma de perito electrónico, emigró a Böhmenkirch en Baden-Wurtemberg, Alemania. Sus días de trabajo se dividían entre su trabajo de obrero en una fábrica de metalmecánica y otro en un aserradero. Dos años más tarde regresó a su país e ingresó a la Universidad de Milán a estudiar jurisprudencia. En ese período se desempeñó, además, como empleado civil de la Aeronautica Militare. En 1978 obtuvo la laurea y el año siguiente luego de un concurso público asumió las funciones de secretario comunal de algunos municipios de la Provincia de Como.
En 1980 gana otro concurso de la Polizia di Stato para ser "commissario" y frecuenta la "Scuola Superiore di Polizia". Posteriormente es invitado al IV distrito como responsable de la policía judicial.

### Su paso por la magistratura

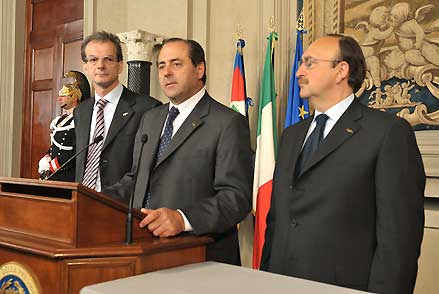
Di Pietro, en el centro, en una sesión parlamentaria

En 1985 pasó a la Procura de la Repubblica de Milán donde fue procurador sustituto y se ocupó de llevar adelante investigaciones sobre el crimen organizado y delitos contra la Administración pública. Durante esos años tuvo lugar la investigación llamada Mani pulite, proceso que comenzó el 17 de febrero de 1992 cuando Mario Chiesa fue detenido en su despacho mientras recibía un soborno de 7 millones de liras de manos del empresario Luca Magni.

### Italia de los Valores
Cuando Di Pietro elige no dar el voto de confianza al gobierno de Amato, el 27 de abril de 2000 se separa de Los Demócratas. En ese momento fundó el partido Italia de los Valores como partido autónomo en septiembre, con el objetivo de llevar adelante las propias batallas políticas, dando prioridad a temas como la valorización de la legalidad y la necesidad de transparencia administrativa a nivel político.
En 2001 Di Pietro no logra llegar a un acuerdo y presenta a su partido solo en la instancia electoral.
Las elecciones de Italia de 2008 llevaron a Di Pietro al parlamento cuando su partido obtuvo el 4.4% de los votos. Cinco años más tarde, en las elecciones de 2013 el partido se presentó con la alianza Revolución Civil liderada por el exmagistrado Antonio Ingroia, pero los resultados no superaron las expectativas, lo que llevó a Di Pietro a renunciar como presidente de su partido.

### Vida privada
Antonio se casó en 1973 con Isabella Ferrara. En ese matrimonio tuvo a su hijo Cristiano. Luego del divorcio con Ferrara se casó en segundas nupcias en 1994 con Susanna Mazzoleni, abogada de familia, con la que tuvo dos hijos: Anna y Antonio Giuseppe. En 2002 Antonio fue abuelo de tres gemelos.